# High Sheriff of Clare
De High Sheriff of Clare was een van de High Sheriff-titels in Ierland. Uit archiefstukken blijkt dat de titel bestaat sinds eind 1500, maar tegenwoordig wordt hij niet meer gebruikt. De titel werd gebruikt voor de functionaris die actief was in County Clare gedurende het bestaan van het Koninkrijk Ierland en het Verenigd Koninkrijk van Groot-Brittannië en Ierland. Men droeg de titel slechts 1 jaar.
De functie was er een met aanzienlijke macht. De sheriffs waren in de breedste zin des woords verantwoordelijk voor het handhaven van recht en orde. Sommigen van zijn taken werden in 1831 overgenomen door de Lord Lieutenant of Clare, die de facto fungeerde als de militaire commandant van County Clare. Pas in 1908 werd de rol van de Lord Lieutenant belangrijker dan die van de High Sheriff. De taken van de High Sheriff werden geleidelijk overgenomen door rechters van het Circuit Court en District Court, de lijkschouwer (een administratieve rol, geen patholoog-anatoom), lokale overheden en de politie.
Hieronder volgt de (incomplete) lijst van High Sheriffs, onderverdeeld naar periode.

## Als deel van het Koninkrijk Ierland

### Huis Tudor
- 1577 Teige O'Brien
- 1582 Sir George Cusack
- 1584 Cruise (volledige naam onbekend)
- 1588 Boetius Clancy
- 1599 Richard Sherlock

### Huis Stuart
- 1605 Laurence Delahoyde
- 1607 Sir Nicholas Moid
- 1609 Turlough McMahon
- 1610 John McNamara
- 1612 John Thornton
- 1613 Samuel Norton

- 1616 Donogh O'Brien
- 1622 Samuel Norton
- 1623 Sir John McNamara
- 1624 Kapt. Daniel Norton
- 1628 Donogh O'Brien
- 1634 Donogh O'Brien

- 1635 Turlogh O'Brien
- 1641 William Marshall
- 1643 Boetius Clancy
- 1644 George Colpoys
- 1645 William Brigdall
- 1646 Robert Starkie, van Dromoland

### Gemenebest van Engeland
- 1654 Sir Thomas Southwell
- 1656 William Pigott
- 1657 William King, Ridder

### Huis Stuart, hersteld
- 1662 George Purdon
- 1664 George Ross, van Fortfergus
- 1665 Giles Vandeleur, van Ralahine
- 1666 Thomas Greene
- 1669 Samuel Burton
- 1670 Thomas Toole
- 1671 Ben. Lucas
- 1672 Thomas Hickman
- 1673 Henry Ivers
- 1674 Mountfort Westropp, van Bunratty
- 1675 Walter Hickman, van Doonnagurroge
- 1676 John Colpoys
- 1677 Henry Lee, van Clonderalaw
- 1678 Thomas Hickman, van Barntick
- 1679 Sir Samuel Foxon

- 1681 George Stamers, van Carnelly
- 1682 Donogh O'Brien, van Newtown
- 1683 Giles Vandeleur, van Ralahine
- 1684 Simon Purdon
- 1685 Edmond Perry, van Enagh
- 1686 Henry Cooper
- 1687 Redmond O'Hehir, van Drumcaran
- 1688 John M'Namara, van Cratloe
- 1690 Sir Donogh O'Brien
- 1691 Francis Burton
- 1693 Edmond Perry, van Enagh
- 1694 David Bindon
- 1695 Thomas Hickman, van Barntick
- 1696 Simon Purdon
- 1697 Thomas Spaight, van Lodge

- 1698 Mountifort Westropp
- 1699 Henry Hickman
- 1700 John Cusack, van Kilkishen
- 1701 William Smith
- 1702 Michael Cole
- 1703 Henry O'Brien, van Stonehall
- 1704 William Butler
- 1705 Francis Gore
- 1706 Boyle Vandeleur
- 1707 Morgan Ryan
- 1708 George Hickman
- 1709 Robert Harrison
- 1710 John Ivers
- 1711 George Colpoys
- 1712 William Butler

### Huis Hannover
- 1713 Robt. Maghlin en Henry Bridgeman
- 1714 Thomas Hickman
- 1715 Arthur Gore
- 1716 George Roche
- 1717 William Stammers
- 1718 Thomas Bellasye
- 1719 Samuel Bindon
- 1720 Henry Ivers, Teige McNamara
- 1721 Arthur Ward, van Lodge
- 1722 John Ringrose, van Moynoe
- 1723 William Fitzgerald
- 1724 John Ross-Lewin, van Fortfergus
- 1725 Thomas Spaight, van Lodge
- 1726 Robert Hickman
- 1727 Thomas Studdert, van Bunratty
- 1728 Charles McDonnell, van Kilkee
- 1729 Poole Hickman, van Kilmore
- 1730 James Fitzgerald, van Stonehall
- 1731 Robert Maghlin, van Feakle
- 1732 Thomas McMahon, van Ballykilty
- 1733 Edmond Brown, van Ballyslattery
- 1734 Luke Hickman, van Fenloe
- 1735 Nicholas Bindon, van Rockmount
- 1736 John Brady, van Raheens
- 1737 St. John Bridgeman, van Woodfield
- 1738 Richard Henn, van Paradise
- 1739 Aug. Fitzgerald, van Silvergrove
- 1740 George Purdon
- 1741 Jno. Stacpoole, van Cloghaunatinny
- 1742 Robert Harrison, van Garrura

- 1743 James Butler, van Newmarket-on-Fergus
- 1744 John Westropp, van Lismeehan
- 1745 Edmond Brown, van Ballyslattery
- 1746 Robert Westropp
- 1747 Patrick R. England, van Lifford (Ennis)
- 1748 John Colpoys, van Ballycar
- 1749 Henry Hickman, van Kilmore
- 1750 William Blood, van Bohersallagh
- 1751 Pierce Creagh, van Dangan
- 1752 Joseph England, van Cahercalla
- 1753 Andrew Morony
- 1754 Francis Foster, van Cloneen
- 1755 Harrison Ross-Lewin
- 1756 Thomas Burton, van Carrigaholt
- 1757 George Stammer, van Carnelly
- 1758 Edward O'Brien, van Ennistymon
- 1759 Edmond Hogan, van Doonbeg
- 1760 Chas. McDonnell, van Kilkee
- 1761 Ed. FitzGerald, van Stonehall
- 1762 John Scott, van Cahercon
- 1763 George Stacpoole, van Cragbrien
- 1764 Crofton Vandeleur
- 1765 James Burke, van Loughburk
- 1766 William Henn
- 1767 Anth. Casey, van Seafield
- 1768 Thos. Arthur, van Glenomera
- 1769 Hugh D. Massey, van Doonass
- 1770 George Quin, van Quinsboro
- 1771 George Colpoys, van Ballycar

- 1772 Ralph Westropp, van Attyflynn
- 1773 Thomas Brown, van Ballyslattery
- 1774 William Blood jr., van Roxton
- 1775 Poole Westropp, van Fortan
- 1776 Pierce Creagh, van Dangan
- 1777 James O'Brien, van Ennis
- 1778 F. Drew, van Drewsborough
- 1779 William Stamer, van Carnelly
- 1780 E.W. Burton, van Clifden
- 1781 Joseph Peacock, van Barntick
- 1782 Poole Hickman, van Kilmore
- 1783 Hon. Edward O'Brien
- 1784 Wm. Stacpoole, van Annagh
- 1785 Thomas Studdert, van Bunratty
- 1786 Donogh O'Brien, van Cratloe
- 1787 Edward O'Brien, van Ennis
- 1788 F. Drew, van Drewsborough
- 1789 Fs. McNamara, van Moyriesk
- 1790 William Daxon, van Fountain
- 1791 William Spaight, van Corbally
- 1792 Laurence Comyn, van Birchfield
- 1793 Henry Brady, van Raheens
- 1794 George Studdert, van Clonderalaw
- 1795 Samuel Spaight, van Lodge
- 1796 Thomas Morony, van Miltown (Milltown Malbay)
- 1797 Jonas Studdert, van Claremont
- 1798 W. N. McNamara, van Doolin
- 1799 George Studdert, van Kilkishen
- 1800 William Burton, van Clifden

## Als deel van het Verenigd Koninkrijk van Groot-Brittannië en Ierland

### Huis of Hannover
- 1801 Thomas Steele, van Cullane
- 1802 James Molony, van Kiltanan
- 1803 Chr. Lysaght, van Woodmount
- 1804 R. Westropp, van Fortane
- 1805 Thomas Studdert jr, van Bunratty
- 1806 Bindon Scott, van Cahercon
- 1807 John O'Callaghan, van Maryfort
- 1808 Thomas Brown, van Tyredagh
- 1809 Thomas Studdert, van Kilkishen
- 1810 William Scott, van Knoppoge (Knappogue)
- 1811 Thady McNamara, van Ayle
- 1812 Thomas Mahon, van Ennis
- 1813 James O'Brien, van Woodfield
- 1814 Poole Gabbett, van Castlekeale
- 1815 Richard Studdert, van Clonderalaw
- 1816 Donat O'Brien, van Cratloe
- 1817 Edward B. Armstrong, van Ennis
- 1818 George Stamer, van Carnelly
- 1819 Bindon Blood, van Rockforest
- 1820 John McDonnell, van Newhall
- 1821 William Casey, van Seafield
- 1822 Poole Hickman, van Kilmore
- 1823 John Vandeleur, van Ralahine
- 1824 Rt. Hon. John O. Vandeleur
- 1825 John Singleton, van Quinville
- 1826 Ad. Finnucane, van Ennistimon
- 1827 Richard J. Stacpoole, van Edenvale
- 1828 James Molony, van Kiltanan
- 1829 Simon George Purdon
- 1830 Aug. Butler, van Ballyline
- 1831 George Studdert, van Clonderalaw

- 1832 Crofton M. Vandeleur
- 1833 Hugh Dillon Massey
- 1834 Charles Mahon, van Cahercalla
- 1835 Lucius O'Brien
- 1836 John O'Brien, van Elmvale
- 1837 John McMahon, van Firgrove
- 1838 Thomas Crowe, van Dromore
- 1839 Francis McNamara, van Doolin
- 1840 John Bindon Scott
- 1841 Hugh O'Loughlen, van Port
- 1842 Wm. FitzGerald, van Adelphi
- 1843 William Skerrett, van Finavarra
- 1844 William Butler, van Bunnahow
- 1845 Hugh P. Hickman, van Fenloe
- 1846 M. Finucane, van Stamerpark (Ennis)
- 1847 Robert A. Studdert, van Kilkishen
- 1848 Henry S. Burton, van Carrigaholt
- 1849 Sir Edward FitzGerald
- 1850 Major W.H. Ball, van Fortfergus
- 1851 James Butler, van Castlecrine
- 1852 Edmond J. Armstrong, van Willowbank
- 1853 William A. McDonnell, van Newhall
- 1854 Ed. P. Westby
- 1855 Charles Geo. O'Callaghan
- 1856 Francis Gore, van Tyredagh
- 1857 F. M. Calcutt
- 1858 James O'Brien, van Ballinalacken
- 1859 And. Stacpoole
- 1860 Wainright Crowe, van Cahercalla
- 1861 Burdett Moroney, van Miltown (Milltown Malbay)
- 1862 Hon. Edward O'Brien

- 1863 William Butler jr, van Bunnahow
- 1864 Richard Stacpoole jr, van Edenvale
- 1865 William M. Molony, van Kiltanan
- 1866 J. Wilson Lynch, van Belvoir
- 1867 Ed. M. Blood, van Brickhill
- 1868 J. Vesey FitzGerald, van Moyriesk
- 1869 Robert C. Reeves, van Burrane
- 1870 F. N. Burton, van Carrigaholt
- 1871 Sir Augustine FitzGerald
- 1872 Hector S. Vandeleur, van Kilrush
- 1873 C. A. Keogh, van Birchfield
- 1874 Richard Studdert, van Bunratty
- 1875 H. Stafford O'Brien, van Cratloe
- 1876 Stephen Wolfe, van Teermaclane
- 1877 Thomas Crowe, van Dromore
- 1878 Nicholas S. O'Gorman, van Belleview
- 1879 James Frost, van Ballymorris
- 1880 T. Stacpoole Mahon, van Corbally
- 1881 Theobald Butler, van Ballyline
- 1882 W. Wilson FitzGerald, van Adelphi
- 1883 Bagot Blood, van Templemaley
- 1884 Francis W. Hickman, van Kilmore
- 1885 H. V. McNamara, van Ennistymon
- 1886 William C. Burton, van Carrigaholt
- 1887 Col. C. Synge, van Mountcallan
- 1888 Henry V. D'Esterre, van Rossmanaher
- 1889 John V. Phelps, van Waterpark
- 1890 Kol. A. H. Vincent, van Summerhill
- 1891 Robert G. Parker, van Ballyvally
- 1892 William J. Macnamara, van Ennistymon